# 엑스박스
엑스박스(영어: Xbox)는 네 가지 주요 가정용 비디오 게임 콘솔 라인과 애플리케이션(게임), 스트리밍 서비스인 엑스박스 클라우드 게이밍, 그리고 엑스박스 네트워크 및 엑스박스 게임 패스와 같은 온라인 서비스로 구성된 비디오 게임 상표이다. 이 브랜드는 마이크로소프트의 사업부인 마이크로소프트 게이밍에서 생산한다.
이 브랜드는 2001년 11월 오리지널 엑스박스 콘솔 출시와 함께 미국에서 처음 소개되었다. 엑스박스 브랜드는 2012년부터 2015년까지 준을 대체하는 마이크로소프트의 디지털 미디어 엔터테인먼트 브랜드로 사용되었다. 2022년 마이크로소프트는 게임 사업을 확장하고 엑스박스를 새로 형성된 마이크로소프트 게이밍 사업부의 일부로 재편했다. 마이크로소프트 게이밍 산하의 엑스박스 퍼스트 파티 퍼블리셔는 엑스박스 게임 스튜디오, 제니맥스 미디어 (베데스다 소프트웍스), 그리고 액티비전 블리자드 (액티비전, 블리자드 엔터테인먼트, 킹)이며, 이들은 수많은 스튜디오와 성공적인 프랜차이즈를 소유하고 있다. 또한 네 개의 상징적인 엑스박스 페이스 버튼(, , , )으로도 알려져 있다.
이 장치는 1996년 아타리 재규어가 판매를 중단한 후 미국 회사가 제공한 최초의 비디오 게임 콘솔이었다. 2006년 5월까지 2,400만 대 이상이 판매되었다. 마이크로소프트의 두 번째 콘솔인 엑스박스 360은 2005년에 출시되었으며 2015년 10월 현재 8,600만 대가 판매되었다. 세 번째 콘솔인 엑스박스 원은 2013년 11월에 출시되었으며 5,800만 대가 판매되었다. 네 번째 엑스박스 콘솔 라인인 엑스박스 시리즈 X/S는 2020년 11월에 출시되었다. 엑스박스 책임자는 필 스펜서이며, 그는 2014년 3월 말에 이전 책임자 마크 휘튼의 뒤를 이었다.

## 역사
소니 인터랙티브 엔터테인먼트가 1999년에 플레이스테이션 2를 처음 발표했을 때, 이 회사는 콘솔을 비디오 게임뿐만 아니라 오디오 CD와 비디오 DVD도 재생할 수 있는 홈 엔터테인먼트의 중심축으로 포지셔닝했다. 주로 윈도우 운영 체제, 소프트웨어 및 게임으로 PC 사업을 지원하는 데 주력했던 마이크로소프트는 플레이스테이션 2를 개인용 컴퓨터에 대한 위협으로 보았다.
마이크로소프트의 DirectX 팀 소속 엔지니어 4명인 케빈 바커스, 셰이머스 블랙클리, 테드 헤이즈, 그리고 DirectX 팀 리더 오토 버키스는 플레이스테이션 2와 경쟁할 마이크로소프트 콘솔이 어떤 모습일지 구상하기 시작했다. 그들은 PC와 공통된 하드웨어 구성 요소를 많이 사용할 시스템을 설계하여, 콘솔에서 게임을 구동하기 위해 사실상 윈도우와 DirectX 버전을 실행하도록 했다. 이 접근 방식은 윈도우 개발자들이 새로운 시스템용 게임을 쉽게 만들 수 있게 하여, 대부분의 콘솔이 사용하는 맞춤형 하드웨어 솔루션과 차별화되었다. 이 콘솔에 대해 "Direct X Box"와 "Windows Entertainment Project" 등 수많은 이름이 제안되었다. 마이크로소프트의 마케팅 팀은 "Xbox"라는 이름을 가장 바람직하지 않을 것이라고 생각하여 통제군으로 사용하여 이름에 대한 소비자 설문 조사를 실시했지만, 테스트 결과 가장 높은 선호도를 보였으며 콘솔의 이름으로 선택되었다.
오리지널 엑스박스는 판매량이 적었지만, 마이크로소프트는 이를 지원하기 위해 큰 재정적 손실을 입었다. 그러나 그 성능은 회사가 라인을 계속 생산하도록 설득하기에 충분했다. 출시 이후 엑스박스는 네 세대에 걸쳐 발전했으며, 가장 최근에는 엑스박스 시리즈 X와 S 유닛이 있다. 엑스박스는 소니의 플레이스테이션 브랜드와 직접적인 경쟁자가 되었으며, 둘 다 대략 비슷한 사양으로 고성능 게임 시스템을 제공한다.

### 미래
마이크로소프트는 최근 콘솔 하드웨어를 넘어 "엑스박스" 브랜드를 일반적인 비디오 게임 브랜드로 활용하기 위해 노력하고 있으며, 이는 2019년 마이크로소프트 스튜디오가 엑스박스 게임 스튜디오로 이름을 변경한 데 반영되었다. 필 스펜서는 2019년 6월에 마이크로소프트에게 "사업은 콘솔 판매량이 아니다. 사업은 구매한 게임을 플레이하는 플레이어 수와 플레이 방식이다"라고 말했으며, 언론인들은 이를 콘솔 하드웨어의 중요성을 낮추고 플레이어를 위한 게임, 구독 및 서비스를 우선시하는 방향으로 해석했다. 2020년 2월, 스펜서는 앞으로 회사가 닌텐도와 소니 같은 "전통적인 게임 회사"를 경쟁자로 보지 않고, 대신 클라우드 컴퓨팅 서비스 제공업체인 아마존과 구글을 경쟁자로 본다고 말했다. 스펜서는 마이크로소프트 애저가 앞으로의 계획에 있어 중요한 구성 요소이며, 이는 엑스박스 클라우드 게이밍 게임 스트리밍 서비스의 기반이 된다고 밝혔다. 스펜서는 또한 모바일 게임을 잠재적인 영역으로 언급했으며, 마이크로소프트가 이를 게임의 더 선호되는 형태로 만들기 위해 서비스로 자리매김하려고 노력하고 있다고 말했다. 스펜서는 마이크로소프트가 미래를 위해 엑스박스 브랜드를 전략화하는 방법을 설명하면서 "하드웨어에 구애받지 않는다는 것보다는 '어디서 플레이하고 싶은지'에 가깝다"고 말했다.
마이크로소프트는 2025년 6월, AMD와 협력하여 콘솔 및 컴퓨터를 포함한 다양한 장치 유형을 아우르는 차세대 엑스박스 하드웨어를 생산할 것이라고 발표했다.

## 콘솔

### 1세대: 엑스박스

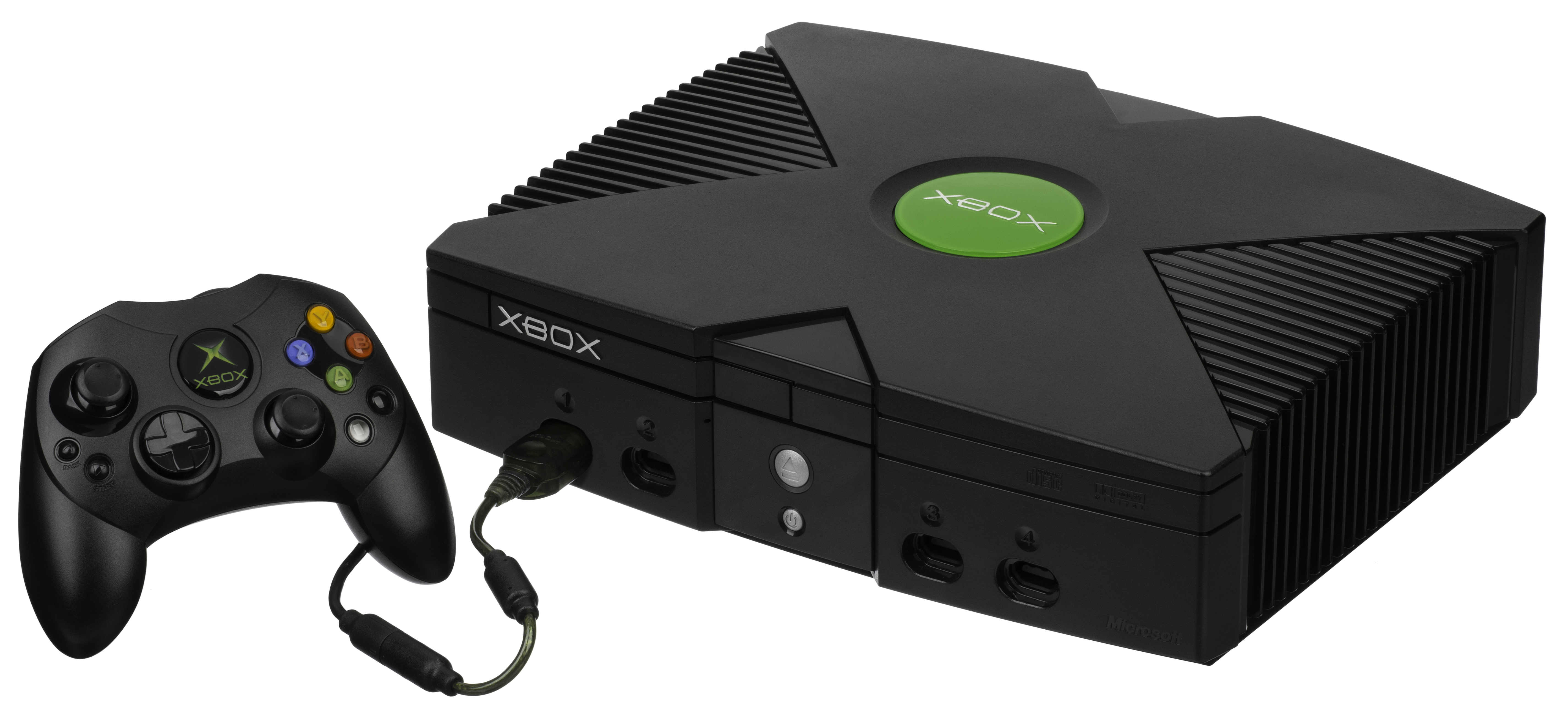
"Controller S"가 있는 엑스박스 콘솔

오리지널 엑스박스는 2001년 11월 15일 북아메리카에서, 2002년 2월 22일 일본에서, 2002년 3월 14일 오스트레일리아와 유럽에서 출시되었으며, 이는 마이크로소프트의 게임 콘솔 시장 진출을 알리는 것이었다. 6세대 비디오 게임 콘솔의 일부로서, 엑스박스는 소니의 플레이스테이션 2, 세가의 드림캐스트 (엑스박스 판매 시작 전 미국 판매 중단), 닌텐도의 게임큐브와 경쟁했다. 733MHz 32비트 인텔 펜티엄 III CPU와 233MHz 엔비디아 지포스 3 기반 NV2A GPU를 64MB 메모리와 함께 사용하여 제작된 엑스박스는 1996년 아타리 재규어가 판매를 중단한 후 미국 회사에서 제공한 최초의 콘솔이었다. 그 이름은 마이크로소프트의 그래픽 API인 DirectX를 참조하여 DirectX Box를 축약한 것이었다.
2002년 11월에 출시된 통합 엑스박스 라이브 서비스는 플레이어가 광대역 연결을 통해 온라인으로 게임을 플레이할 수 있게 했다. 처음에는 드림캐스트의 온라인 서비스와 경쟁했지만, 나중에는 주로 플레이스테이션 2의 온라인 서비스와 경쟁했다. 두 경쟁 서비스는 무료였지만, 엑스박스 라이브는 구독이 필요했고 광대역 전용 연결이 필요했으며, 이는 아직 완전히 채택되지 않았다. 그럼에도 불구하고 엑스박스 라이브는 더 나은 서버, 친구 목록과 같은 기능, 그리고 베스트셀러 엑스박스 비디오 게임이자 오리지널 엑스박스 시스템에서 가장 인기 있는 온라인 게임이었던 헤일로 2 (2004년 11월 출시)와 같은 이정표적인 타이틀 덕분에 성공을 거두었다.

### 2세대: 엑스박스 360

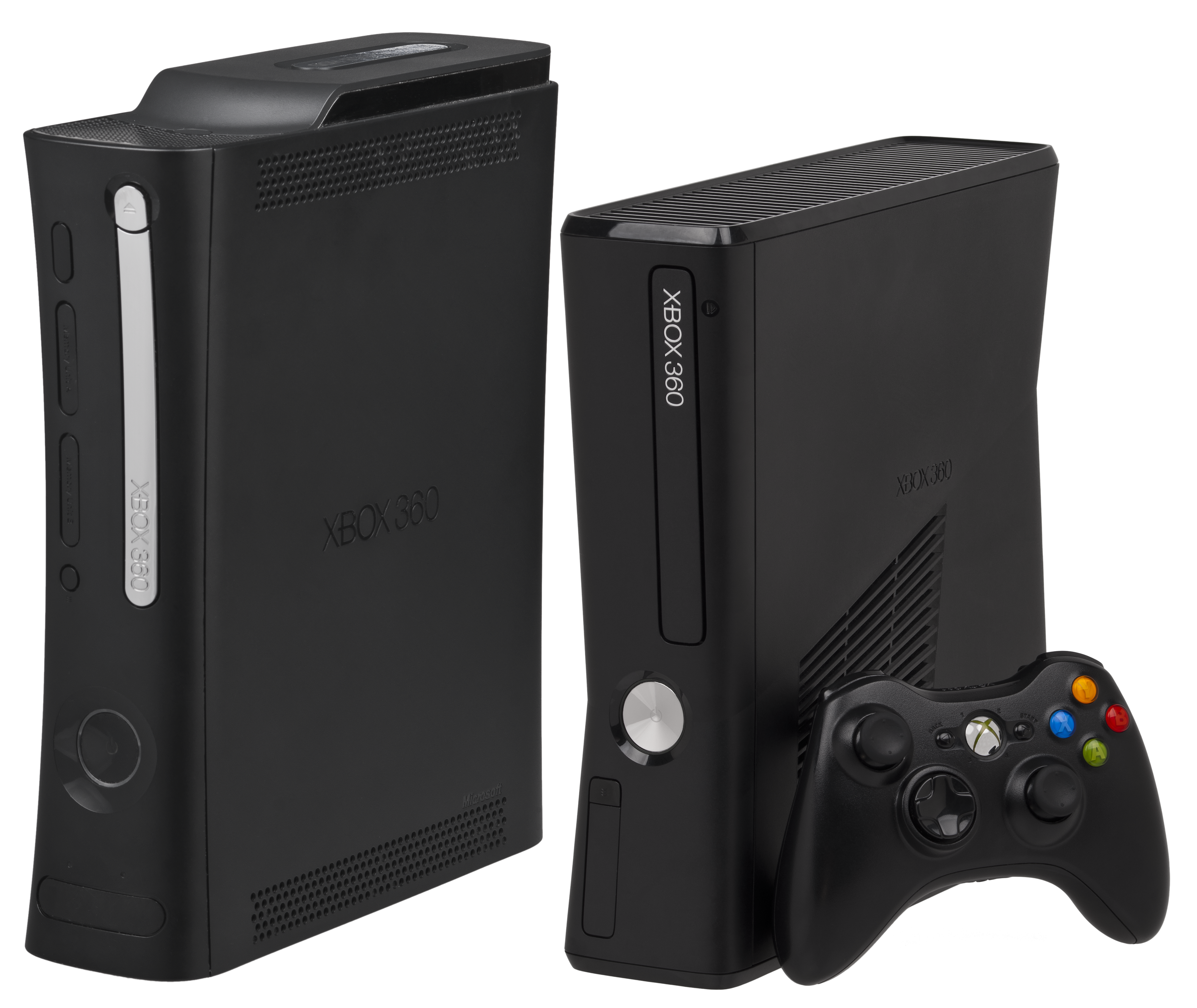
left: 엑스박스 360 엘리트
right: 엑스박스 360 S 및 신형 컨트롤러

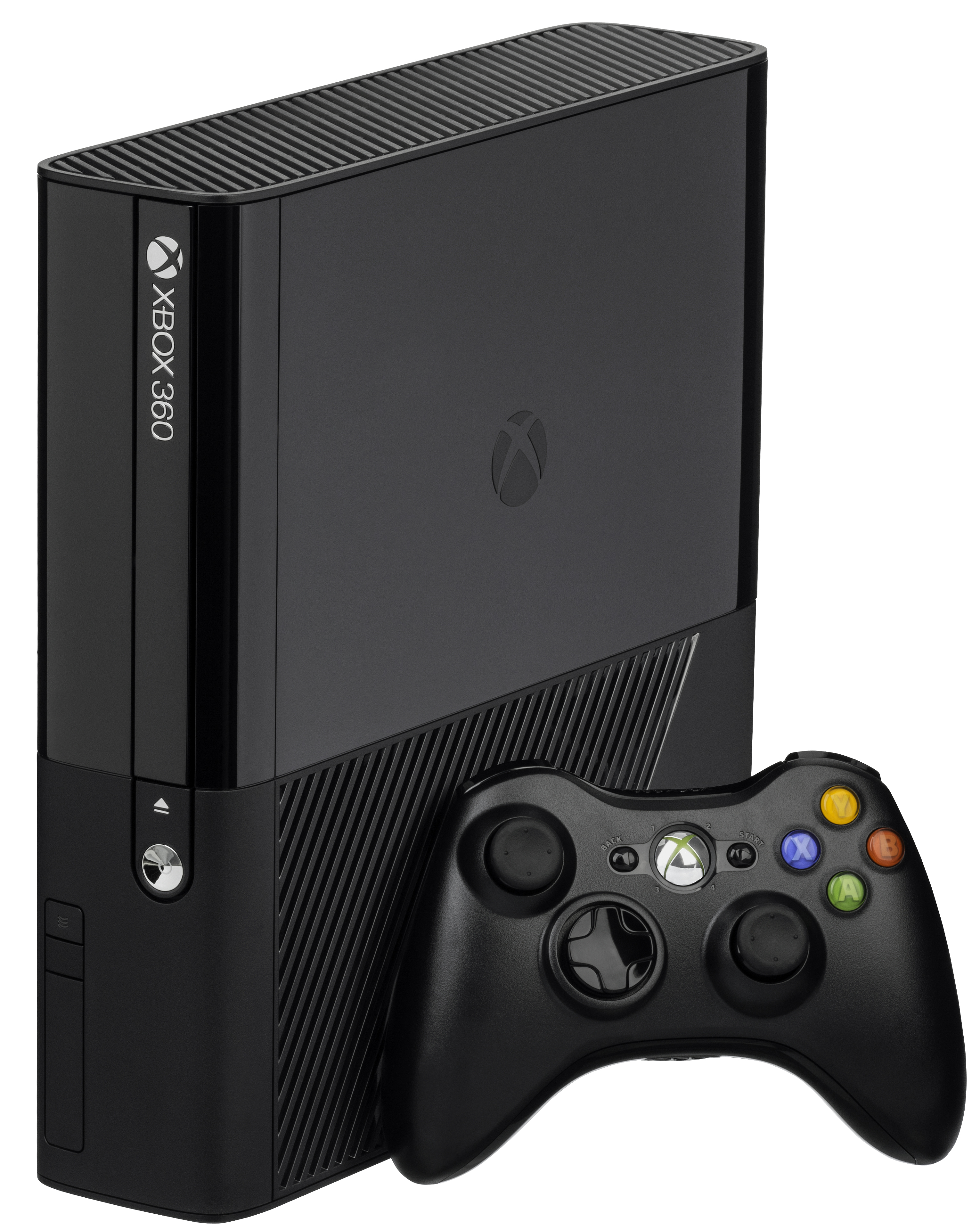
컨트롤러가 있는 엑스박스 360 E 모델

엑스박스 360은 2005년 11월에 오리지널 엑스박스의 후속작으로 출시되었으며, 7세대 비디오 게임 콘솔의 일부로서 소니의 플레이스테이션 3와 닌텐도의 위와 경쟁했다. 이 콘솔은 IBM이 설계한 맞춤형 트리플 코어 64비트 PowerPC 기반 프로세서와 512MB의 RAM 메모리를 탑재했다. 2014년 6월 현재 전 세계적으로 8,400만 대의 엑스박스 360 콘솔이 판매되었다. 엑스박스 360은 2005년 5월 12일 MTV에서 공식적으로 공개되었으며, 출시 및 게임에 대한 자세한 정보는 같은 달 전자 오락 박람회(E3)에서 공개되었다. 콘솔은 출시 직후 일본을 제외한 모든 지역에서 완전히 매진되었다. 핵심 엑스박스 360 모델은 수명 동안 다양한 RAM 및 내부 저장 공간을 제공하는 여러 소매 구성으로 제공되었다.
엑스박스 360은 확장된 엑스박스 라이브 서비스(이제 "실버"라는 제한된 "무료" 계층을 포함)와 PC에서 멀티미디어 콘텐츠를 스트리밍하는 기능을 선보였으며, 나중에 업데이트를 통해 엑스박스 뮤직 및 엑스박스 비디오 서비스를 통해 음악, TV 프로그램 및 영화를 구매하고 스트리밍하는 기능과 타사 미디어 스트리밍 애플리케이션을 통해 타사 콘텐츠 서비스에 액세스하는 기능이 추가되었다. 마이크로소프트는 또한 고급 센서 시스템을 사용하는 엑스박스 360용 모션 제어 시스템인 키넥트를 출시했다.
엑스박스 360의 초기 출시 이후 두 가지 주요 개정판이 출시되었다. 2010년에 출시된 엑스박스 360 S(일반적으로 "슬림"으로 간주됨)는 동일한 핵심 하드웨어를 특징으로 하지만, 더 작고 슬림한 형태와 더 작은 250GB 하드 드라이브를 가지고 있었다. 또한 통합 802.11 b/g/n Wi-Fi, TOSLINK S/PDIF 광 오디오 출력, 5개의 USB 2.0 포트(이전 버전의 3개에 비해) 및 키넥트 주변기기용으로 설계된 특수 포트가 추가되었다. 엑스박스 360 S는 단종된 기본 엑스박스 360 유닛을 대체했으며, 동일한 가격으로 판매되었다. 250GB 드라이브를 제거하고 4GB의 내부 저장 공간을 추가한 저렴한 엑스박스 360 S 유닛이 2010년 후반에 출시되었다. 이 유닛은 사용자가 외부 저장 솔루션을 연결하거나 250GB 내부 추가 저장 장치를 구매할 수 있게 했다.
엑스박스 360의 두 번째 주요 개정판은 2013년에 출시된 엑스박스 360 E였다. 이 모델은 곧 출시될 엑스박스 원과 유사한 케이스 스타일을 특징으로 했으며, 하나의 USB 포트와 S/PDIF, YPbPr 컴포넌트 및 S 비디오 연결을 제거했지만, 그 외에는 엑스박스 360 S와 동일한 사양을 공유했다.

### 3세대: 엑스박스 원

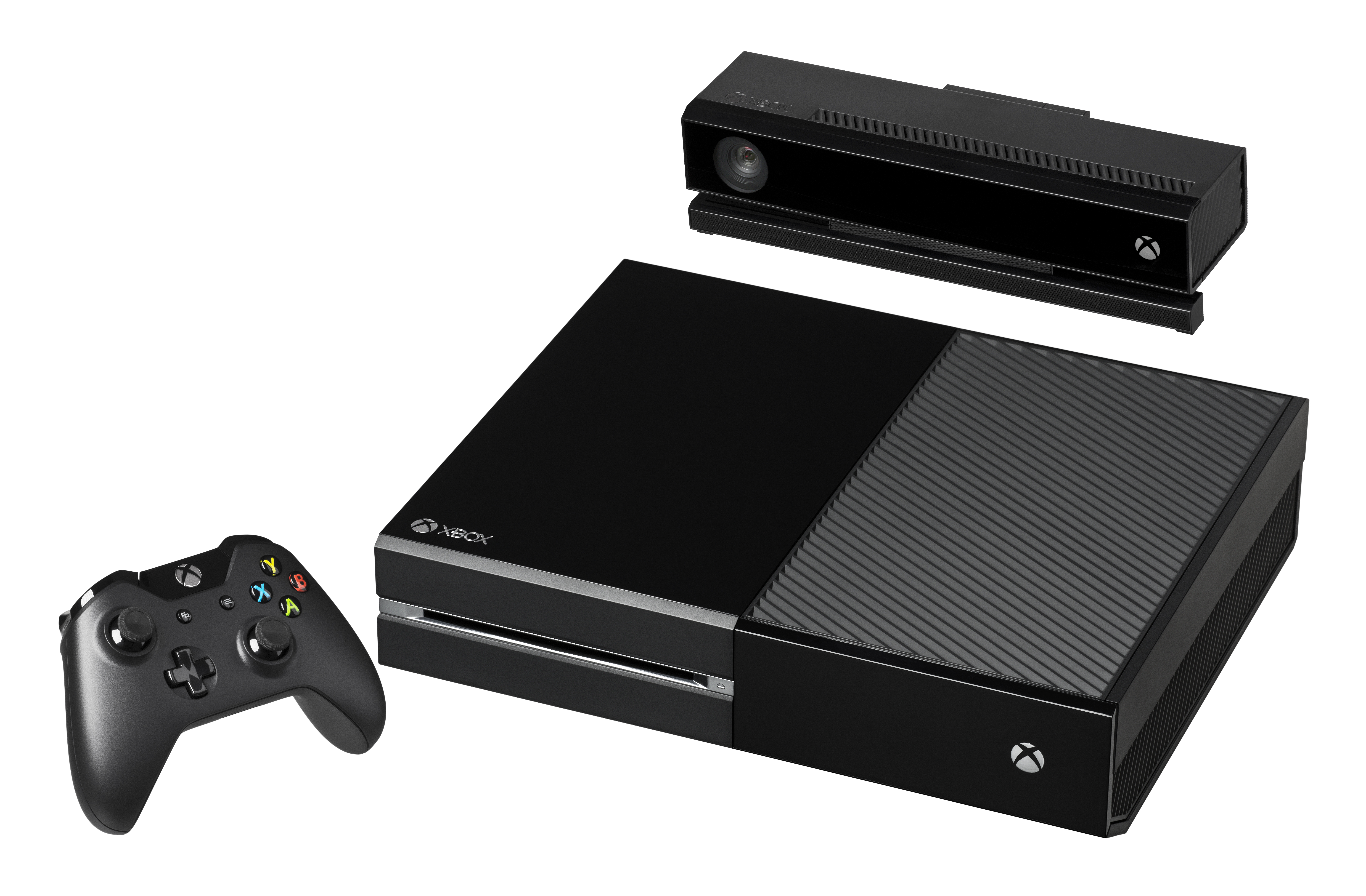
새롭게 디자인된 키넥트와 컨트롤러가 있는 엑스박스 원

엑스박스 원은 2013년 11월 22일 북아메리카에서 엑스박스 360의 후속작으로 출시되었다. 엑스박스 원은 8세대 비디오 게임 콘솔의 일부로서 소니의 플레이스테이션 4와 닌텐도의 위 유 및 스위치와 경쟁했다. 이 콘솔은 어드밴스드 마이크로 디바이시스의 64비트 x86-64 명령어 집합을 기반으로 구축된 APU를 특징으로 하며, 최대 12GB의 메모리를 장착할 수 있다.
2013년 5월 21일 발표된 엑스박스 원은 인터넷 기반 기능에 중점을 두었으며, 게임 플레이를 녹화하고 스트리밍하는 기능, 그리고 셋톱박스와 통합하여 향상된 가이드 인터페이스와 키넥트 기반의 음성 제어를 통해 콘솔로 케이블 또는 위성 TV를 시청하는 기능 등이 포함된다.
발표 이후 엑스박스 원은 원래의 디지털 권리 관리 및 개인 정보 보호 정책으로 인해 논란이 되었다. 마이크로소프트는 사용자가 물리적으로 구매했든 디지털로 구매했든 상관없이 모든 엑스박스 원 콘솔에서 디스크 없이 게임 라이브러리에 액세스할 수 있는 기능과 10명의 지정된 "가족" 구성원과 전체 라이브러리를 공유할 수 있는 기능을 선전했지만, 모든 게임은 사용자의 엑스박스 라이브 계정과 엑스박스 원 콘솔에 연결되어야 했으며, 콘솔은 라이브러리를 동기화하기 위해 주기적으로(최소 24시간마다 한 번) 인터넷에 연결되어야 했다. 그렇지 않으면 콘솔은 어떤 게임도 플레이할 수 없었다. 비평가와 소비자(콘솔이 중고 게임의 재판매를 방해하거나 막을 수 있다는 우려도 보였다)로부터 압도적인 부정적인 반응을 받은 후, 마이크로소프트는 이러한 제한을 철회할 것이라고 발표했다. 마이크로소프트는 또한 엑스박스 원이 기능하려면 업데이트된 키넥트 주변기기가 연결되어 있어야 한다는 요구 사항 때문에 비판을 받았는데, 비평가와 개인 정보 보호 옹호자들은 이를 감시 장치로 사용할 수 있다고 보았다. 사용자 개인 정보 보호에 대한 약속을 보여주는 제스처로, 마이크로소프트는 콘솔이 키넥트 없이도 기능할 수 있도록 허용하기로 결정했다.
2016년 6월 13일, 마이크로소프트는 E3 2016에서 엑스박스 원 S를 발표했는데, 이 모델은 더 작은 형태와 4K 비디오(스트리밍 및 울트라 HD 블루레이 포함) 및 HDR 지원 기능을 갖추고 있었다. E3 2017에서 마이크로소프트는 4K 해상도 게임 플레이를 용이하게 하도록 설계된 향상된 하드웨어를 갖춘 고급 모델인 엑스박스 원 X를 공개했다.
2014년 11월부터 마이크로소프트는 엑스박스 원 라인에 대한 판매 수치를 공개하지 않겠다고 밝혔다. 엑스박스 책임자 필 스펜서는 내부적으로 판매 수치를 추적하고 있지만, 개발자들이 제품에 영향을 미치도록 이러한 수치에 집중하는 것을 원치 않으므로 앞으로 엑스박스 하드웨어 판매를 더 이상 보고하지 않기로 결정했다고 말했다. 2023년 7월, 마이크로소프트는 엑스박스 원 라인이 5,800만 대 이상 판매되었다고 밝혔다.

### 4세대: 엑스박스 시리즈 X 및 S

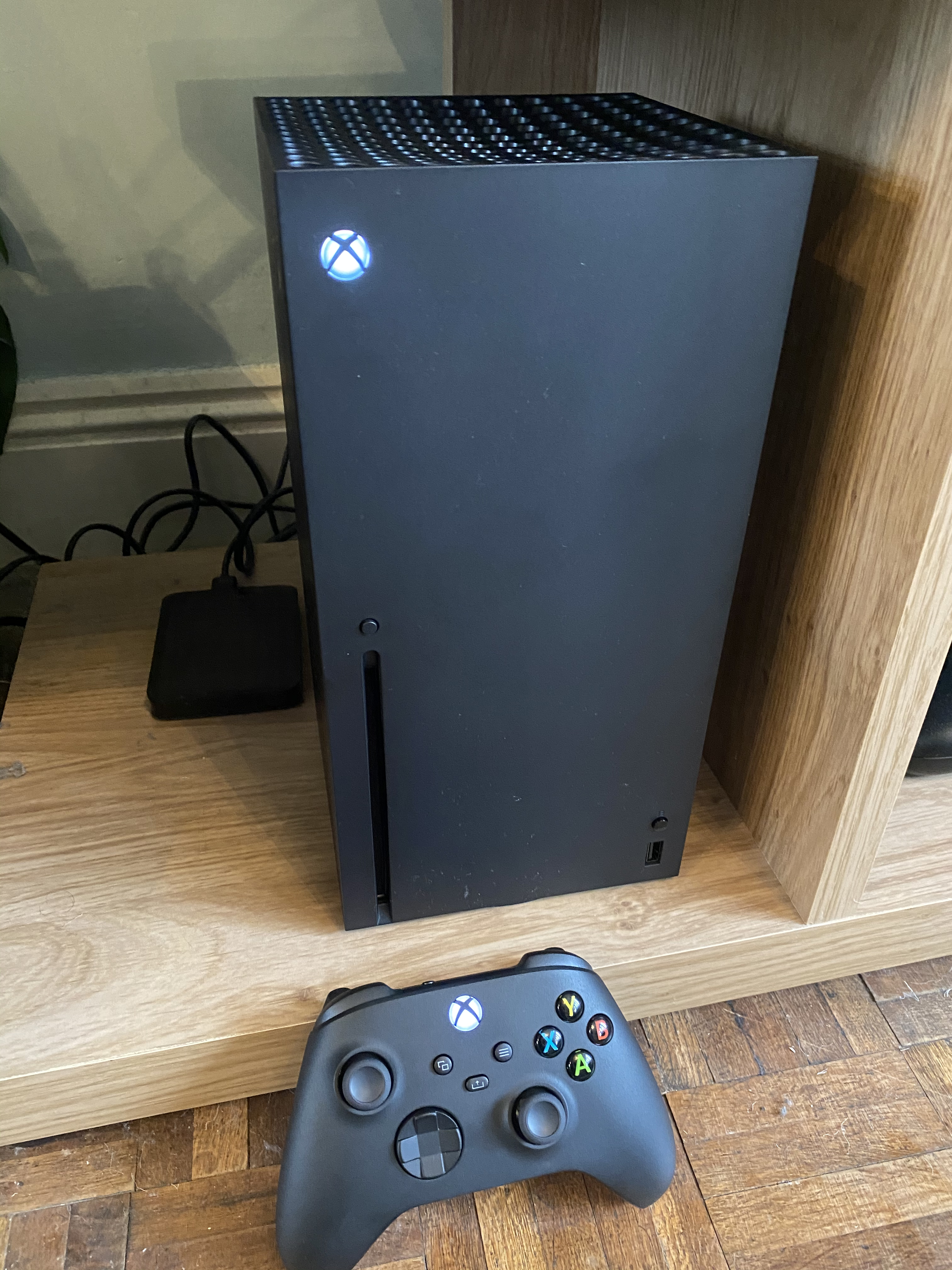
엑스박스 시리즈 X 및 컨트롤러

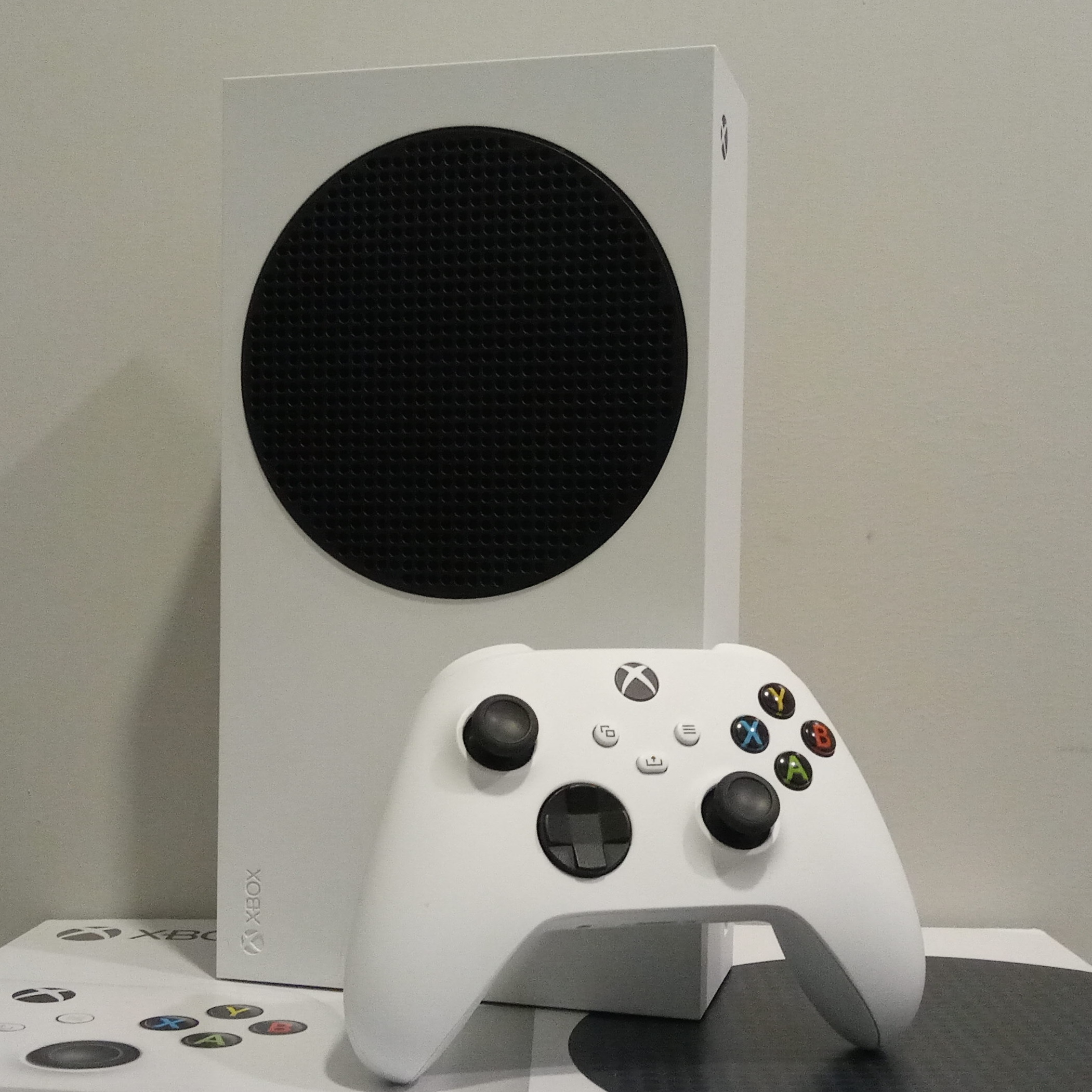
엑스박스 시리즈 S 및 컨트롤러

단순히 엑스박스라고 명명된 4세대 엑스박스 모델에는 2020년 11월 10일에 출시된 엑스박스 시리즈 X와 엑스박스 시리즈 S가 포함된다. 둘 다 그 달에 출시된 플레이스테이션 5와 함께 9세대 비디오 게임 콘솔에 속하는 것으로 간주된다. 엑스박스 원과 마찬가지로, 이 콘솔들은 AMD 64비트 x86-64 CPU와 최대 16GB 메모리를 가진 GPU를 사용한다.
엑스박스 시리즈 X와 시리즈 S는 각각 엑스박스 원 X와 엑스박스 원 S 모델과 비교할 수 있는 고급 및 저가형 버전이며, 이 모델 제품군을 위해 설계된 모든 게임은 두 시스템에서 모두 플레이 가능하다. 엑스박스 시리즈 X는 엑스박스 원 X보다 4배 강력한 것으로 추정되며, 8K 해상도 및 최대 초당 120프레임 렌더링을 지원하며, 일반적인 목표는 초당 60프레임의 4K 해상도이다. 엑스박스 시리즈 S는 그래픽 처리 능력이 떨어지는 디지털 전용 유닛이지만, 여전히 초당 60프레임의 일반적인 1440p 해상도로 렌더링할 수 있으며 4K 업스케일링을 지원한다. 두 콘솔 모두 실시간 광선 추적을 포함한 새로운 그래픽 렌더링 시스템을 지원하며, 내부 SSD 드라이브와 함께 작동하여 그래픽 프로세서로의 텍스처 스트리밍 속도를 최대화하는 새로운 엑스박스 벨로시티 아키텍처와 같은 다른 기능들도 갖추고 있다. 이 새로운 콘솔 제품군을 위한 게임 외에도, 두 콘솔 모두 모든 엑스박스 원 게임 및 대부분의 하드웨어와 완벽하게 호환되며, 엑스박스 360 및 오리지널 엑스박스 콘솔에서 엑스박스 원에서 플레이 가능했던 모든 하위 호환 게임도 지원한다.
소비자들의 전환을 돕기 위해 마이크로소프트는 스마트 딜리버리 시스템을 도입했는데, 대부분의 퍼스트 파티 게임과 일부 서드 파티 게임은 콘솔 출시 후 첫 몇 년 동안 엑스박스 원 버전 게임을 엑스박스 시리즈 X/S 버전으로 무료 업데이트하는 데 이 시스템을 사용할 것이다.

### 비교
다음 표는 엑스박스 하드웨어 4세대의 비교이다.
| 엑스박스 세대          | 1세대 | 2세대 | 3세대 | 3세대 | 3세대 | 4세대 | 4세대 |
|                        | 엑스박스 | 엑스박스 360 | 엑스박스 원 | 엑스박스 원 S | 엑스박스 원 X | 엑스박스 시리즈 S                                                                                               | 엑스박스 시리즈 X |
| ---------------------- | --- | --- | --- | --- | --- | --- | --- |
| 콘솔 출시 가격         | US$299.99 | US$299.99 | - US$499.99 (키넥트 포함) - US$399.99 (키넥트 미포함) | - US$299.99 (엑스박스 원 S) - US$249.99 (엑스박스 원 S 올 디지털 에디션) | US$499.99 | US$299.99 | US$499.99 |
| 출시일                 | - 북미: 2001년 11월 15일 - 일본: 2002년 2월 22일 - 유럽: 2002년 3월 14일                                                                                              | - 북미: 2005년 11월 22일 - 유럽: 2005년 12월 2일 - 일본: 2005년 12월 10일 - 호주: 2006년 3월 23일 추가 정보: 엑스박스 360 출시#출시일 및 가격 | 2013년 11월 22일 | - 엑스박스 원 S: 2016년 8월 2일 - 엑스박스 원 S 올 디지털 에디션: 2019년 5월 7일 | 2017년 11월 7일 | 2020년 11월 10일                                                                                                | 2020년 11월 10일 |
| 단종                   | - 일본: 2006년 6월 4일 - 북미: 2009년 3월 2일 - 유럽: 2007년 3월 11일                                                                                                 | - 전세계: 2016년 4월 20일 | - 전세계: 2016년 8월 2일 | - 전세계: 2020년 7월 16일 (엑스박스 원 S 올 디지털 에디션) - 전세계: Q4 2020 (엑스박스 원 S)                                                                                        | - 전세계: 2020년 7월 16일 | 빈칸 | 빈칸 |
| 판매 대수              | 2,400만+ (2006년 5월 10일 기준) | 8,400만+ (2014년 6월 9일 기준)(자세히) | 5,800만 (2023년 6월 30일 기준) | 5,800만 (2023년 6월 30일 기준) | 5,800만 (2023년 6월 30일 기준) | 2,100만 (2023년 6월 30일 기준)                                                                                  | 2,100만 (2023년 6월 30일 기준) |
| 베스트셀러 게임        | 헤일로 2, 800만 (2006년 5월 9일 기준) | 키넥트 어드벤처! (번들 (키넥트 주변기기 포함)), 2,400만 번들되지 않은 베스트셀러 게임: 그랜드 테프트 오토 V, 2,295만 | 그랜드 테프트 오토 V (2018년 11월 5일 기준) | 그랜드 테프트 오토 V (2018년 11월 5일 기준) | 그랜드 테프트 오토 V (2018년 11월 5일 기준) | 빈칸 | 빈칸 |
| 미디어                 | CD, DVD | CD, DVD, HD DVD (영화만) 추가 드라이브 포함, 지원 미디어 USB 드라이브, DLNA 서버 | CD, DVD, 블루레이 디스크, 지원 미디어 USB 드라이브, DLNA 서버 | CD, DVD, 블루레이 디스크, UHD 블루레이 디스크, 지원 미디어 USB 드라이브, DLNA 서버                                                                                                  | CD, DVD, 블루레이 디스크, UHD 블루레이 디스크, 지원 미디어 USB 드라이브, DLNA 서버                                                                                                  | 지원 미디어 USB 드라이브, DLNA 서버                                                                             | CD, DVD, 블루레이 디스크, UHD 블루레이 디스크, 지원 미디어 USB 드라이브, DLNA 서버                                                   |
| 액세서리 (소매)        | - 엑스박스 라이브 스타터 키트 - 엑스박스 미디어 센터 익스텐더 - DVD 재생 키트 - 엑스박스 뮤직 믹서 - 메모리 유닛 (8 MB) - 로지텍 무선 컨트롤러 (2.4 GHz) - 더 보기... | - 키넥트 - 무선 게이밍 수신기 - 플레이 & 차지 키트 엑스박스 360 액세서리 참조 | - 엑스박스 무선 컨트롤러 - 키넥트 - 미디어 리모컨 - 스테레오 헤드셋 어댑터 - 공식 스테레오 헤드셋 - 디지털 TV 튜너 (EU 전용) - 플레이 앤 차지 키트 엑스박스 원 액세서리 참조        | - 엑스박스 무선 컨트롤러 - 키넥트 - 미디어 리모컨 - 스테레오 헤드셋 어댑터 - 공식 스테레오 헤드셋 - 디지털 TV 튜너 (EU 전용) - 플레이 앤 차지 키트 엑스박스 원 액세서리 참조        | - 엑스박스 무선 컨트롤러 - 키넥트 - 미디어 리모컨 - 스테레오 헤드셋 어댑터 - 공식 스테레오 헤드셋 - 디지털 TV 튜너 (EU 전용) - 플레이 앤 차지 키트 엑스박스 원 액세서리 참조        | - 엑스박스 무선 컨트롤러 - 충전 배터리 + USB-C 케이블 엑스박스 원 액세서리 참조                                 | - 엑스박스 무선 컨트롤러 - 충전 배터리 + USB-C 케이블 엑스박스 원 액세서리 참조                                                      |
| CPU                    | 733 MHz X86 인텔 셀러론/펜티엄 III 맞춤형 하이브리드 CPU | 3.2 GHz IBM PowerPC 트리플 코어 CPU 코드명 "제논" | 1.75 GHz AMD x86-64 8코어 CPU 코드명 "재규어" | 1.75 GHz AMD x86-64 8코어 CPU 코드명 "재규어" | 2.3 GHz 세미 커스텀 어드밴스드 마이크로 디바이시스 x86-64 8코어 CPU 코드명 "재규어 인핸스드"                                                                                        | 3.6 GHz 커스텀 어드밴스드 마이크로 디바이시스 젠 2 8코어 CPU                                                    | 3.8 GHz 커스텀 어드밴스드 마이크로 디바이시스 젠 2 8코어 CPU                                                                         |
| GPU                    | 233 MHz 엔비디아 커스텀 지포스 3 NV2A DirectX 8.0 기반 GPU | 500 MHz ATI 커스텀 라데온 X1800 DirectX 9.0c 기반 GPU 코드명 "제노스" | 853 MHz AMD 라데온 HD 7000 시리즈 DirectX 11.1, DirectX 12 기반 GPU 코드명 "듀랑고" 12 컴퓨트 유닛                                                                                  | 914 MHz AMD 라데온 HD 7000 시리즈 DirectX 11.1, DirectX 12 기반 GPU 코드명 "에드먼턴" 12 컴퓨트 유닛                                                                                | 1172 MHz AMD GCN DirectX 11.1, DirectX 12 기반 GPU 코드명 "스코피오" 40 컴퓨트 유닛                                                                                                 | 1550 MHz AMD 커스텀 RDNA 2 DirectX 12 기반 GPU 20 컴퓨트 유닛                                                   | 1825 MHz AMD 커스텀 RDNA 2 DirectX 12 기반 GPU 52 컴퓨트 유닛                                                                        |
| 메모리                 | 64 MB DDR SDRAM @ 200 MHz 6.4 GB/s | 512 MB GDDR3 RAM @ 700 MHz 22.4 GB/s, 10 MB EDRAM GPU 프레임 버퍼 메모리 | 8 GB DDR3 RAM @ 2133 MHz 68.3 GB/s, 32 MB ESRAM GPU 프레임 버퍼 메모리 | 8 GB DDR3 RAM @ 2133 MHz 68.3 GB/s, 32 MB ESRAM GPU 프레임 버퍼 메모리 | 12 GB GDDR5 RAM @ 6.8 GHz 326 GB/s | 10 GB GDDR6 RAM: 8 GB @ 244 GB/s, 2 GB @ 56 GB/s                                                                | 16 GB GDDR6 RAM; 10 GB @ 560 GB/s, 6 GB @ 336 GB/s                                                                                   |
| 비디오 I/O 포트        | - VGA - 컴포넌트 (YPbPr) - SCART - S 비디오 - 컴포지트 | - HDMI 1.1 (2007년 8월 이후 생산 모델) - VGA - 컴포넌트/D 단자 (YPbPr) - SCART RGB - S 비디오 - 컴포지트 | - HDMI 1.4b 입력, 출력 | - HDMI 1.4b 입력, HDMI 2.0a 출력 | - HDMI 1.4b 입력, HDMI 2.0b 출력 | - HDMI 2.1 출력                                                                                                 | - HDMI 2.1 출력 |
| 비디오 해상도 및 기능  | - 1080i, 720p, 576p, 576i, 480p, 480i | - 1080p, 1080i, 720p, 576p, 576i, 480p, 480i VGA 및 HDMI/DVI를 통한 다양한 모니터 해상도 (640×480, 848×480, 1024×768, 1280×720, 1280×768, 1280×1024, 1360×768, 1440×900, 1680×1050 & 1920×1080) | - 1080p@60fps, 720p@60fps (인터레이스 해상도 미지원) | - 4K@60fps, 1440p@60fps (최대 120fps), 1080p@60fps (최대 120fps), 720p@60fps (인터레이스 해상도 미지원) - 게임 및 미디어용 HDR10 - 미디어용 돌비 비전 - AMD 프리싱크                | - 4K@60fps, 1440p@60fps (최대 120fps), 1080p@60fps (최대 120fps), 720p@60fps (인터레이스 해상도 미지원) - 게임 및 미디어용 HDR10 - 미디어용 돌비 비전 - AMD 프리싱크                | - 1440p@60fps (최대 120fps), 1080p@120fps, 720p@120fps - 게임 및 미디어용 HDR10/HDR10+/돌비 비전 - AMD 프리싱크 | - 8K@60fps, 4K@60fps (최대 120fps), 1440p@120fps, 1080p@120fps, 720p@120fps - 게임 및 미디어용 HDR10/HDR10+/돌비 비전 - AMD 프리싱크 |
| 영상 코덱 지원         | | - WMV (보호되지 않음) - MPEG-4 - H.264 - AVI | - 3GP 비디오, 3GP2 - AVI DivX, DV AVI, AVI 압축 해제, asf, AVI Xvid - H.264 AVCHD, H.264 AVC, H.264 ASP - M-JPEG - .mkv, .mov - MPEG-PS, MPEG-2, MPEG-2 HD, MPEG-2 TS - WMV, WMV HD | - 3GP 비디오, 3GP2 - AVI DivX, DV AVI, AVI 압축 해제, asf, AVI Xvid - H.264 AVCHD, H.264 AVC, H.264 ASP - M-JPEG - .mkv, .mov - MPEG-PS, MPEG-2, MPEG-2 HD, MPEG-2 TS - WMV, WMV HD | - 3GP 비디오, 3GP2 - AVI DivX, DV AVI, AVI 압축 해제, asf, AVI Xvid - H.264 AVCHD, H.264 AVC, H.264 ASP - M-JPEG - .mkv, .mov - MPEG-PS, MPEG-2, MPEG-2 HD, MPEG-2 TS - WMV, WMV HD | 빈칸 | 빈칸 |
| 오디오 I/O             | - 광학 TOSLINK - 스테레오 RCA | - HDMI 1.1 (2007년 8월 이후 생산 모델) - 광학 토스링크 - 스테레오 RCA | - HDMI 1.4b 입력, 출력 - 광학 토스링크 | - HDMI 1.4b 입력, HDMI 2.0a 출력 - 광학 토스링크 | - HDMI 1.4b 입력, HDMI 2.0b 출력 - 광학 토스링크 | - HDMI 2.1 출력                                                                                                 | - HDMI 2.1 출력 |
| 오디오 형식 및 기능    | - dts - 돌비 디지털 라이브, 돌비 디지털, 돌비 서라운드 - 스테레오 | - dts - 돌비 디지털, 돌비 서라운드 - 스테레오 | - DTS-HD 마스터 오디오, dts-HD 고해상도 오디오, DTS:X, dts - 돌비 애트모스, 돌비 트루HD, 돌비 디지털 플러스, 돌비 디지털 - 오로 3D - 스테레오                                       | - DTS-HD 마스터 오디오, dts-HD 고해상도 오디오, DTS:X, dts - 돌비 애트모스, 돌비 트루HD, 돌비 디지털 플러스, 돌비 디지털 - 오로 3D - 스테레오                                       | - DTS-HD 마스터 오디오, dts-HD 고해상도 오디오, DTS:X, dts - 돌비 애트모스, 돌비 트루HD, 돌비 디지털 플러스, 돌비 디지털 - 오로 3D - 스테레오                                       | 빈칸 | 빈칸 |
| 오디오 코덱 지원       | | - AAC - MP3 - WMA, WMA 무손실, WMA 프로 | - 3GP 오디오 - AAC - ADTS - MP3 - WAV - WMA, WMA 무손실, WMA 프로, WMA 보이스 | - 3GP 오디오 - AAC - ADTS - MP3 - WAV - WMA, WMA 무손실, WMA 프로, WMA 보이스 | - 3GP 오디오 - AAC - ADTS - MP3 - WAV - WMA, WMA 무손실, WMA 프로, WMA 보이스 | 빈칸 | 빈칸 |
| 온라인 서비스          | 엑스박스 라이브 (2002–10) XLink Kai (2003–현재) | 엑스박스 라이브 엑스박스 라이브 아케이드 엑스박스 라이브 마켓플레이스 엑스박스 라이브 비전 (웹캠), 헤드셋 엑스박스 라이브 비디오 마켓플레이스 윈도우 라이브 메신저 인터넷 익스플로러 VideoKinect (키넥트 센서 더 이상 필요 없음) | 엑스박스 라이브 엑스박스 스토어 마이크로소프트 스토어 인터넷 익스플로러 마이크로소프트 엣지 스카이프                                                                                | 엑스박스 라이브 엑스박스 스토어 마이크로소프트 스토어 마이크로소프트 엣지 스카이프                                                                                                  | 엑스박스 라이브 엑스박스 스토어 마이크로소프트 스토어 마이크로소프트 엣지 스카이프                                                                                                  | 엑스박스 라이브 엑스박스 스토어 마이크로소프트 스토어 마이크로소프트 엣지 스카이프                              | 엑스박스 라이브 엑스박스 스토어 마이크로소프트 스토어 마이크로소프트 엣지 스카이프                                                   |
| 하위 호환성            | 빈칸 | 엑스박스 라이브러리의 50% | 선택된 엑스박스 360 및 엑스박스 타이틀 | 선택된 엑스박스 360 및 엑스박스 타이틀 | 선택된 엑스박스 360 및 엑스박스 타이틀 | - 모든 엑스박스 원 게임 - 선택된 엑스박스 360 및 엑스박스 타이틀                                                | - 모든 엑스박스 원 게임 - 선택된 엑스박스 360 및 엑스박스 타이틀                                                                     |
| 시스템 소프트웨어      | 엑스박스 뮤직 믹서 DVD 재생 키트, 엑스박스 리눅스 | 엑스박스 360 시스템 소프트웨어 참조 | 엑스박스 원 시스템 소프트웨어 참조 | 엑스박스 원 시스템 소프트웨어 참조 | 엑스박스 원 시스템 소프트웨어 참조 | 엑스박스 원 시스템 소프트웨어 참조                                                                              | 엑스박스 원 시스템 소프트웨어 참조                                                                                                   |
| 시스템 소프트웨어 기능 | - 오디오 CD 재생 - DVD 재생 (재생 키트 포함) | - 오디오 CD 재생 - DVD 재생 - HD DVD 재생 (선택적 추가 기능 포함) - 오디오 파일 재생 (비-DRM AAC, MP3, WMA) - 비디오 파일 재생 (MPEG4, WMV, DivX, XviD) - 이미지 슬라이드쇼 - 더 많은 코덱 지원 및 외부 재생을 위한 윈도우 PC 연결 (네이티브 윈도우 XP 미디어 센터 에디션 및 윈도우 비스타와 호환, 다운로드 가능한 유틸리티를 통한 윈도우 XP와 호환) | - 오디오 CD 재생 - DVD 재생 - 블루레이 재생 - 3D 블루레이 재생 - DLNA 서버 지원 - 외장 하드 드라이브 지원                                                                           | - 오디오 CD 재생 - DVD 재생 - 블루레이 재생 - 3D 블루레이 재생 - UHD 블루레이 재생 - DLNA 서버 지원 - 외장 하드 드라이브 (HD) 지원                                                  | - 오디오 CD 재생 - DVD 재생 - 블루레이 재생 - 3D 블루레이 재생 - UHD 블루레이 재생 - DLNA 서버 지원 - 외장 하드 드라이브 (HD) 지원                                                  | - DLNA 서버 지원 - 외장 하드 드라이브 (HD) 지원                                                                 | - 오디오 CD 재생 - DVD 재생 - 블루레이 재생 - 3D 블루레이 재생 - UHD 블루레이 재생 - DLNA 서버 지원 - 외장 하드 드라이브 (HD) 지원   |
| 소비자 프로그래밍      | 소프트모드 및 모드칩을 통해; 수정된 윈도우 CE 2.x, 리눅스. | XNA 게임 스튜디오를 통한 PC 개발 (연간 $99 구독, XNA 1.0 리프레시를 통한 바이너리 배포). | ID@Xbox 및 승인된 마이크로소프트 스토어; UWP 앱. | ID@Xbox 및 승인된 마이크로소프트 스토어; UWP 앱. | ID@Xbox 및 승인된 마이크로소프트 스토어; UWP 앱. | ID@Xbox 및 승인된 마이크로소프트 스토어; UWP 앱.                                                                | ID@Xbox 및 승인된 마이크로소프트 스토어; UWP 앱.                                                                                     |

### 미래 하드웨어
마이크로소프트가 엑스박스 하드웨어 제품 라인을 중단하고 다중 플랫폼 소프트웨어 출시에 집중할 것이라는 소문이 돌자, 스펜서는 2024년 2월 마이크로소프트가 엑스박스 콘솔에 계속 전념할 것이며, 마이크로소프트 게이밍을 통해 자사 스튜디오들이 엑스박스에서 우선적으로 출시 당일 지원할 것이라고 밝혔다. 그는 또한 마이크로소프트가 2024년 말에 차세대 하드웨어에 대해 공개적으로 논의할 계획이라고 덧붙였다.
2025년 6월 엑스박스 쇼케이스 발표에서 마이크로소프트는 에이수스 ROG Xbox Ally와 ROG Xbox Ally X 버전을 발표했는데, 이들은 윈도우를 사용하며 수천 개의 엑스박스 게임을 플레이할 수 있을 뿐만 아니라 스팀 및 기타 런처와도 호환된다. 이 장치들은 2025년 말까지 출시될 것으로 예상된다. 더 버지에 따르면, 마이크로소프트는 에이수스와의 파트너십 이전에 자체 휴대용 엑스박스 장치를 개발 중이었으며, 이후 ROG Ally에 집중하기 위해 내부 개발을 중단했다.

## 게임

상위 회사인 마이크로소프트 게이밍의 세 가지 퍼블리싱 부서 중 하나인 엑스박스 게임 스튜디오 로고

각 콘솔에는 다양한 게임이 있다. 오리지널 엑스박스에서 출시된 대부분의 게임은 하위 호환되며, 후속작인 엑스박스 360에서 직접 플레이할 수 있다. 엑스박스 360 타이틀에 대한 하위 호환성은 2015년 6월 엑스박스 원 출시 후 1년 반 만에 추가되었으며, 키넥트 또는 USB 주변기기가 필요한 특정 타이틀은 지원되지 않았다. 엑스박스 시리즈 X/S는 모든 엑스박스 원 타이틀(키넥트 필수 게임 제외)뿐만 아니라 엑스박스 원에서 플레이 가능했던 모든 엑스박스 360 및 오리지널 엑스박스 타이틀과의 하위 호환성을 지원한다.
엑스박스와 엑스박스 라이브 브랜드를 사용하는 게임은 마이크로소프트 윈도우, 윈도우 폰, 안드로이드, iOS 장치용으로도 출시되었다. 엑스박스 게임은 엑스박스 클라우드 게이밍 스트리밍 서비스를 사용해서도 플레이할 수 있다.

## 서비스
마이크로소프트는 엑스박스 콘솔 제품군을 판매하기 위해 레이저-블레이드 모델을 사용했는데, 콘솔을 제조 원가 이하로 판매하고 퍼블리셔, 개발자, 그리고 플레이어에게 제공하는 서비스에서 라이선스 수수료를 통해 수익을 얻었다.

### 엑스박스 네트워크
엑스박스 네트워크 (이전 명칭: 엑스박스 라이브)는 전 세계적으로 6,500만 명 이상의 사용자를 보유한 온라인 서비스이다 (2019년 7월 기준). 여기에는 온라인 가상 시장인 엑스박스 게임스 스토어가 포함되며, 게임 및 다양한 형태의 멀티미디어를 구매하고 다운로드할 수 있다. 엑스박스에서의 온라인 게임은 2002년 11월 15일 전 세계적으로 처음 시작되었다. 이 서비스는 여전히 활성 상태이며 게이머들에 의해 계속 플레이되고 있다.

### 마이크로소프트 스토어
마이크로소프트 스토어는 마이크로소프트의 엑스박스 원 및 엑스박스 시리즈 X|S 콘솔용으로 제작된 온라인 마켓플레이스이다. 엑스박스 360 콘솔은 이전 엑스박스 게임스 스토어 클라이언트를 사용한다.

### 엑스박스 앱
엑스박스 앱은 윈도우 8, 윈도우 10, 윈도우 11, iOS, 안드로이드 (버전 4.0 이상), 및 윈도우 서버 2012에서 사용할 수 있는 동반 애플리케이션이다. 이 앱은 마이크로소프트가 전자 오락 박람회 2012(E3 2012)에서 발표했으며, 윈도우 8 출시와 동시에 2012년 10월 26일에 출시되었다. 이 앱은 콘솔과 연결하여 모바일 장치를 보조 화면 및 원격 컨트롤러로 사용할 수 있도록 하여 더욱 상호 작용적인 엔터테인먼트를 제공한다.

### 엑스박스 게임 패스 클라우드 게임
엑스박스 게임 패스 클라우드 게임 (개발 중 코드명 xCloud)은 마이크로소프트의 엑스박스 클라우드 게임 스트리밍 서비스이다.

### 콘텐츠 필터
2019년 마이크로소프트는 온라인 게임에서 유해성을 막기 위한 콘텐츠 필터를 출시했다. 이 서비스는 플레이어가 메시지, 게이머태그, 사진, 그리고 플랫폼에 있는 다른 모든 유해 콘텐츠를 신고할 수 있게 한다.

### 엑스박스 게임 패스
엑스박스 게임 패스는 마이크로소프트의 엑스박스 원, 엑스박스 시리즈 X/S, 윈도우 10 및 윈도우 11에서 사용할 수 있는 구독 서비스이다. 엑스박스 게임 패스는 사용자에게 단일 월간 구독료로 다양한 퍼블리셔의 게임 카탈로그에 대한 접근 권한을 부여한다. 이 서비스는 2017년 6월 1일에 출시되었다.

### 엑스박스 와이어
엑스박스 와이어는 엑스박스의 뉴스 블로그로, 엑스박스 원 발표를 준비하며 2013년 5월 마이크로소프트가 출시했다. 이는 마이크로소프트가 2009년 초 게이머스코어를 폐쇄한 이후 첫 엑스박스 중심 블로그였다. 2022년 3월, 마이크로소프트의 일본 게임 시장 집중의 일환으로 일본어 버전 웹사이트가 게시되었다.

## 소프트웨어
엑스박스 4세대 모두의 주요 인터페이스는 엑스박스 대시보드였으며, 이를 통해 사용자는 콘솔에 저장된 게임을 관리하고, 미디어를 재생하며, 시스템 설정에 액세스할 수 있다. 2002년부터 대시보드는 온라인 기능과 스토어 옵션을 제공하는 엑스박스 네트워크와 통합되었다. 모든 엑스박스 플랫폼의 운영 체제는 윈도우 NT 운영 체제의 크게 수정된 버전이다. 오리지널 엑스박스와 엑스박스 360 시스템 소프트웨어는 윈도우 2000을 기반으로 하며, 엑스박스 원 및 엑스박스 시리즈 X/S의 최신 시스템 소프트웨어는 윈도우 11을 기반으로 하며, UWP 애플리케이션을 지원한다.

### 엑스박스 가족 설정 앱
2020년 5월, 엑스박스는 부모와 보호자가 자녀의 게임 시간에 일일 제한을 설정하고, 주간 활동 보고서를 제공하며, 연령 제한 게임을 필터링하고, 온라인 커뮤니케이션에 제한을 둘 수 있는 앱의 미리보기 버전을 선보였다. 이는 마이크로소프트가 책임감 있는 게임 문화를 장려하려는 시도이다.

## 컨트롤러

### 엑스박스 컨트롤러
2001년에 출시된 엑스박스 컨트롤 패드는 오리지널 엑스박스용으로 제작된 최초의 컨트롤러였다. 엑스박스 컨트롤러는 두 개의 아날로그 스틱, 감압식 십자 패드, 두 개의 아날로그 트리거, 백 버튼, 시작 버튼, 두 개의 액세서리 슬롯, 그리고 여섯 개의 8비트 아날로그 액션 버튼(A/녹색, B/빨간색, X/파란색, Y/노란색, 그리고 흑백 버튼)을 특징으로 한다. 오리지널 엑스박스 컨트롤러(별명 "뚱뚱이"와 나중에 "듀크")는 일본을 제외한 모든 지역의 엑스박스 시스템에 처음 번들로 제공된 컨트롤러였으며, 일본은 더 작은 컨트롤러인 컨트롤러 S를 받았다. 컨트롤러 S는 나중에 모든 지역에서 표준 포함 컨트롤러가 되었다.

### 엑스박스 360 컨트롤러

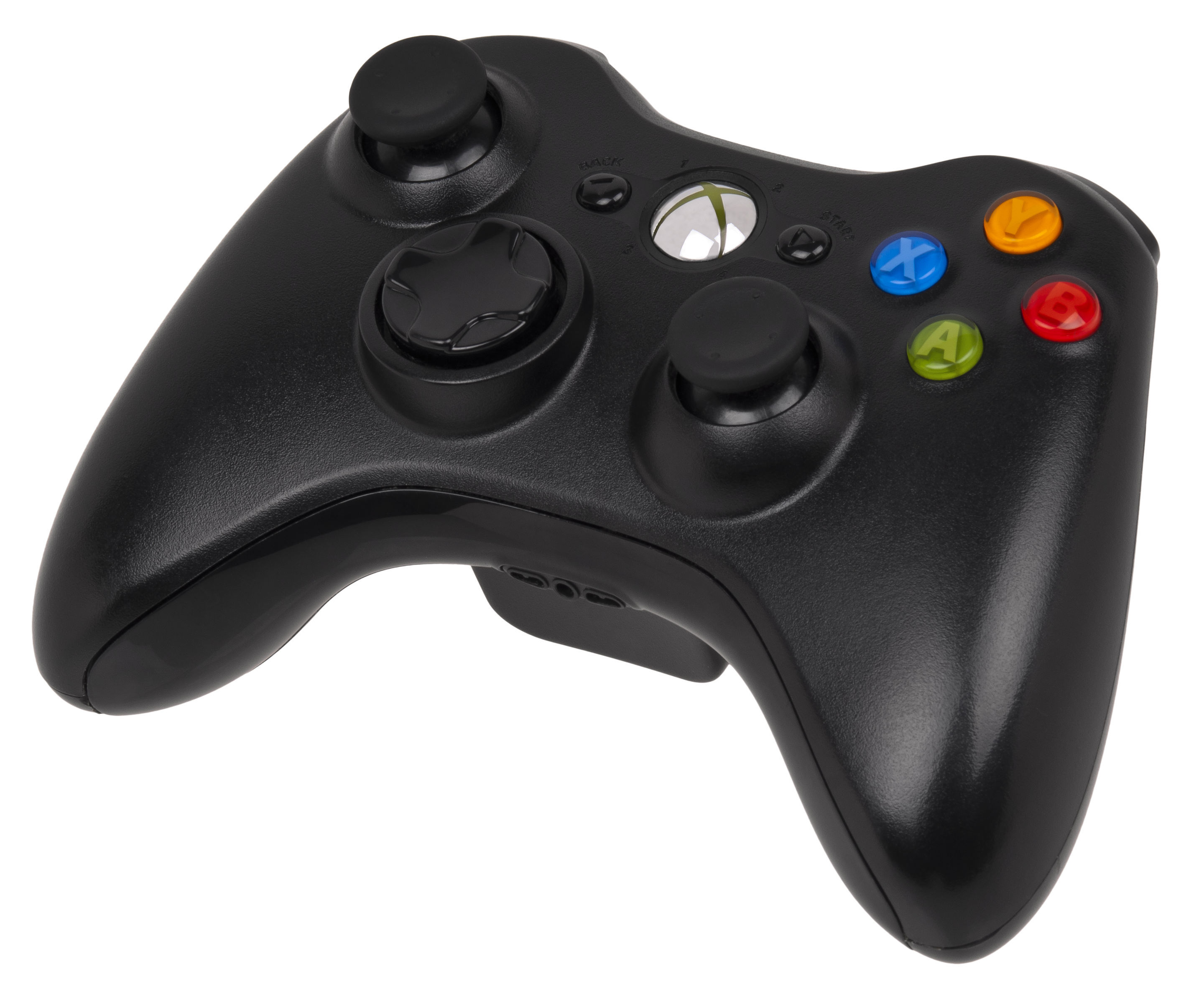
엑스박스 360 S 컨트롤러

2005년에 출시된 엑스박스 360용 엑스박스 360 컨트롤러는 이전 모델의 뒤를 이었다. 표준 엑스박스 360 컨트롤러는 11개의 디지털 버튼, 2개의 아날로그 트리거, 2개의 아날로그 스틱 및 디지털 십자 패드를 특징으로 한다. 컨트롤러의 오른쪽 면에는 4개의 디지털 액션 버튼이 있다. 녹색 "A" 버튼, 빨간색 "B" 버튼, 파란색 "X" 버튼, 노란색 "Y" 버튼. 오른쪽 하단에는 오른쪽 아날로그 스틱이 있고, 왼쪽 하단에는 디지털 십자 패드가 있으며, 왼쪽 면에는 왼쪽 아날로그 스틱이 있다. 두 아날로그 스틱 모두 "클릭"하여 아래에 있는 디지털 버튼을 활성화할 수도 있다. 컨트롤러 면의 중앙에는 디지털 "시작", "뒤로" 및 "가이드" 버튼이 있다. "가이드" 버튼은 엑스박스 로고가 새겨져 있으며, 콘솔/컨트롤러를 켜고 가이드 메뉴에 액세스하는 데 사용된다. 또한 컨트롤러 번호를 나타내고 연결 시 및 알림 제공 시 깜박이는 "빛의 고리"로 둘러싸여 있다. 왼쪽 및 오른쪽 "어깨"에는 각각 디지털 어깨 버튼 또는 "범퍼"와 아날로그 트리거가 있다.

### 엑스박스 무선 컨트롤러 (2013–현재)

#### 엑스박스 원 컨트롤러
엑스박스 원 콘솔은 엑스박스 360 컨트롤러에 비해 40가지 개선 사항을 포함한 개정된 컨트롤러를 가지고 있다. 이 새로운 컨트롤러는 키넥트와 함께 작동하도록 제작되었다. 시작 및 뒤로 버튼은 메뉴 및 보기 버튼으로 대체되었다. 일반 트리거를 대체하는 임펄스 트리거가 있다. 엑스박스 버튼은 최신 대시보드 버전에서는 미니 가이드를 계속 불러오지만, 초기 버전에서는 게임을 중단하지 않고도 주요 대시보드 메뉴를 불러왔다.

#### 엑스박스 시리즈 X/S 컨트롤러
4세대 엑스박스 컨트롤러는 엑스박스 원 컨트롤러와 크게 다르지 않지만, 새로운 무선 엑스박스 컨트롤러는 캡처 및 공유 버튼, 하이브리드 십자 패드, 그리고 범퍼와 트리거의 향상된 그립감을 추가했다. 이 컨트롤러는 또한 특정 PC 및 모바일 장치와 교차 호환될 예정이다.

### 엑스박스 적응형 컨트롤러

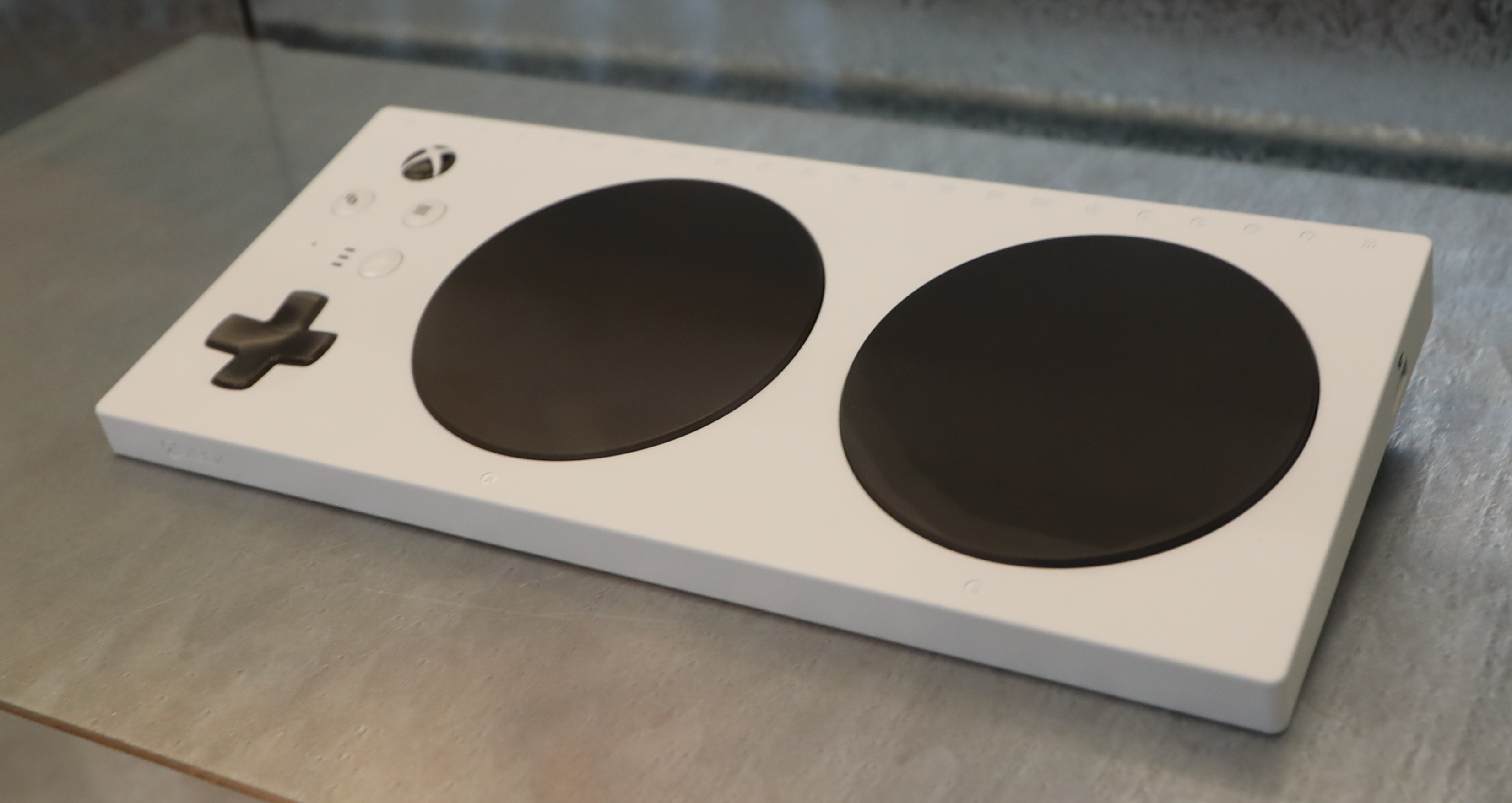
엑스박스 적응형 컨트롤러

엑스박스 적응형 컨트롤러는 플레이어를 위한 접근성 기능을 위해 특별히 설계된 컨트롤러이다. 일반적인 컨트롤러보다 물리적으로 더 크다는 점 외에도, 다른 장치를 연결하여 다른 컨트롤러 기능에 매핑할 수 있는 추가 포트를 포함하고 있다. 이 컨트롤러는 엑스박스 및 윈도우 플랫폼에만 국한되지 않고 플레이스테이션 및 닌텐도 스위치와도 호환된다.

## 기타 액세서리

### 키넥트

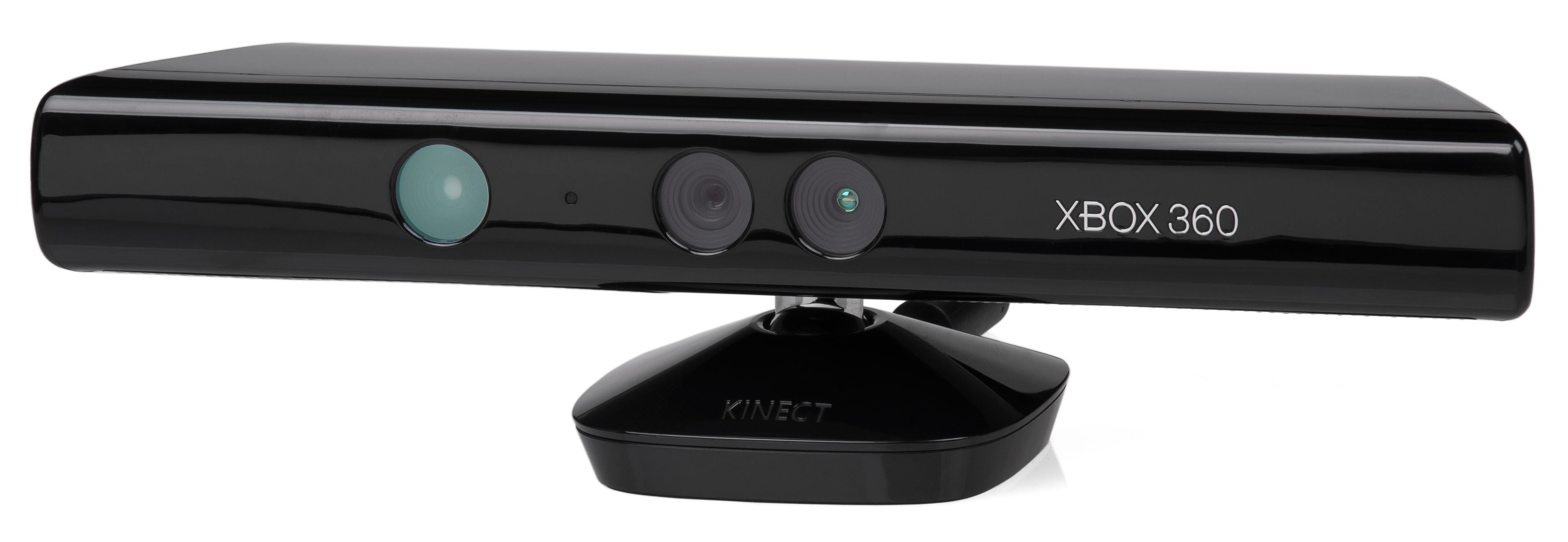
엑스박스 360 키넥트 센서

키넥트(KINECT로 표기)는 마이크로소프트가 엑스박스 360 비디오 게임 콘솔 및 윈도우 PC용으로 개발한 모션 감지 입력 장치이다. 엑스박스 360 콘솔용 웹캠 스타일의 추가 주변기기를 기반으로 하며, 사용자는 게임 컨트롤러를 만질 필요 없이 자연 사용자 인터페이스를 통해 제스처 및 음성 명령을 사용하여 엑스박스 360을 제어하고 상호 작용할 수 있게 한다. 이 프로젝트는 엑스박스 360의 고객층을 일반적인 게이머 기반 이상으로 확장하는 것을 목표로 한다. 키넥트는 Wii 리모컨 플러스 및 플레이스테이션 3 가정용 콘솔용 플레이스테이션 아이 모션 컨트롤러인 플레이스테이션 무브와 경쟁한다. 윈도우용 버전은 2012년 2월 1일에 출시되었다.
키넥트는 2010년 11월 4일 북아메리카, 2010년 11월 10일 유럽, 2010년 11월 18일 오스트레일리아, 뉴질랜드 및 싱가포르, 그리고 2010년 11월 20일 일본에서 출시되었다. 센서 주변기기 구매 옵션에는 게임 키넥트 어드벤처가 포함된 번들, 그리고 4GB 또는 250GB 엑스박스 360 콘솔과 키넥트 어드벤처가 포함된 콘솔 번들이 있다.
키넥트는 출시 60일 만에 총 800만 대가 판매되어 "가장 빠르게 판매되는 소비자 전자 기기"로 기네스 세계 기록을 세웠다. 2012년 1월 현재 2,400만 대의 키넥트 센서가 출하되었다.
마이크로소프트는 2011년 6월 16일 윈도우 7용 키넥트 SDK를 출시했다. 이 SDK는 개발자가 C++/CLI, C#, 또는 비주얼 베이직 .NET으로 키넥트 앱을 작성할 수 있도록 하기 위한 것이었다.
엑스박스 원 키넥트에 대한 추가 정보는 2013년 6월 6일에 공개되었으며, "항상 켜짐" 기능을 끄는 방법에 대한 정보도 포함되었다.

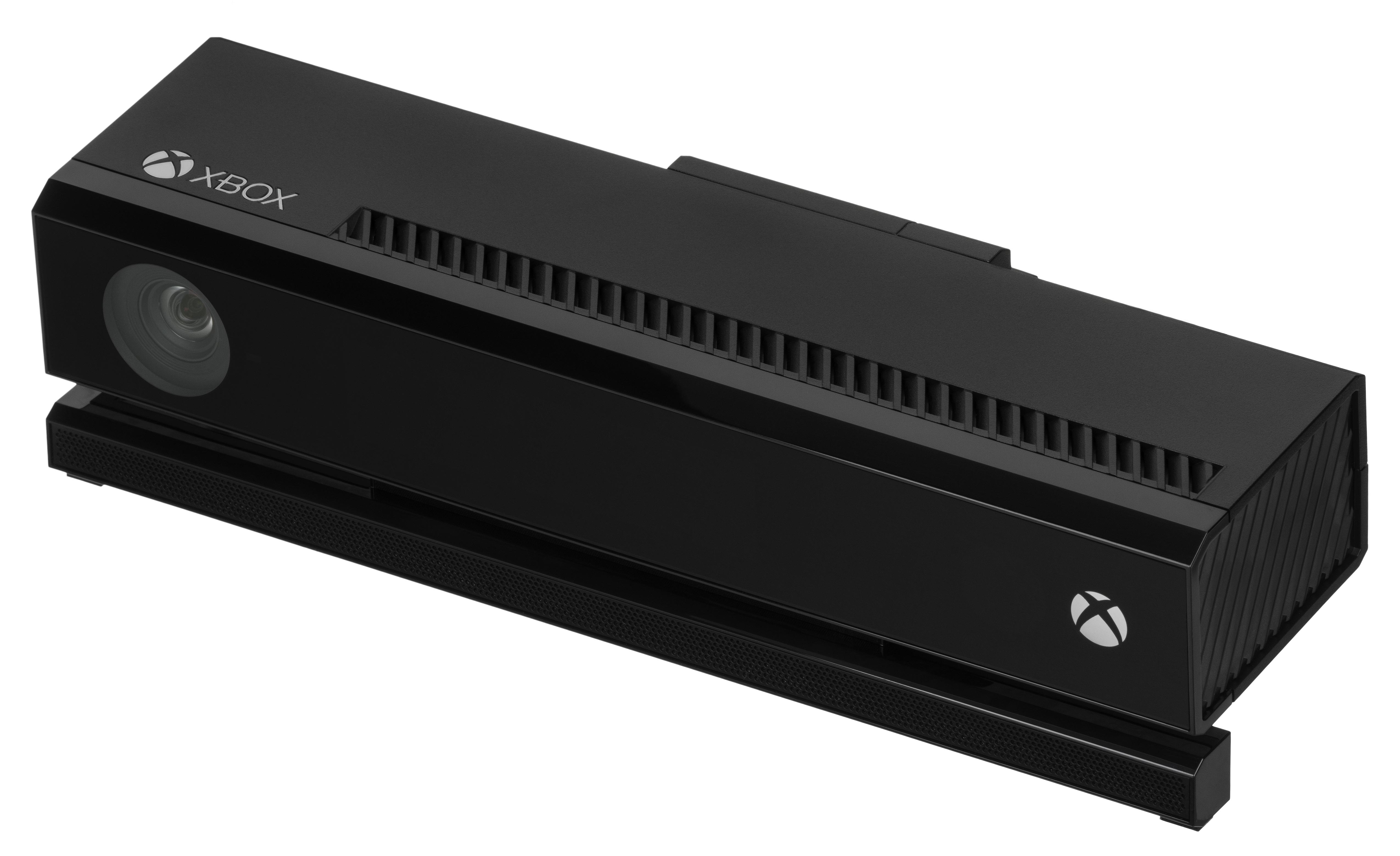
엑스박스 원 키넥트 센서

엑스박스 원 키넥트는 오리지널 엑스박스 360 키넥트보다 향상된 성능을 특징으로 했지만, 후속작인 엑스박스 원 키넥트는 엇갈린 평가를 받았다. 넓은 화각, 빠른 응답 시간, 고품질 카메라로 칭찬을 받았다. 그러나 키넥트가 일부 영어 악센트를 이해하지 못하는 점은 비판을 받았다. 또한, 마이크로소프트가 초기 발표 이후 센서가 항상 연결되어 있어야 한다는 요구 사항을 수정했음에도 불구하고, 센서를 엑스박스 원 콘솔과 의도적으로 묶어 놓은 것에 대한 논란이 있었다. 개인 정보 보호에 대한 여러 우려도 제기되었다.

### 헤드셋
엑스박스 라이브 온라인 서비스가 2002년에 시작되었을 때, 엑스박스 커뮤니케이터 헤드셋은 라이브 스타터 키트에 포함되었다. 게임 내 음성 채팅을 가능하게 했던 커뮤니케이터는 유선 헤드셋과 인터페이스 모듈로 구성되었다. 모듈은 컨트롤러의 상단 확장 슬롯에 연결되었고, 헤드셋은 모듈에 연결되었다. 인터페이스 모듈에는 볼륨을 제어하는 다이얼과 마이크를 음소거하는 버튼이 장착되어 있었다. 모듈의 헤드셋 소켓은 단일 채널 입력 및 출력을 가진 표준 2.5mm TRS 오디오 잭이었으며, 휴대폰 헤드셋과 호환되었다.
엑스박스 360 컨트롤러는 표준 휴대폰 헤드셋과도 호환되는 내장 모노 2.5mm TRS 잭을 특징으로 하여, 플레이어가 별도의 인터페이스 모듈 없이도 엑스박스 커뮤니케이터 헤드셋을 재사용하고 엑스박스 라이브에서 채팅할 수 있게 했다. 프리미엄 콘솔 번들에는 콘솔과 일치하는 회색 및 흰색 외관을 가진 유선 엑스박스 360 라이브 커뮤니케이터 헤드셋이 포함되어 있었으며, 이는 별도로도 구매 가능했다. 유선 헤드셋은 컨트롤러 하단의 오디오 잭에 연결되었으며, 음소거 및 볼륨 조절 기능이 있는 넓은 플러그를 포함했다. 업데이트된 엑스박스 360 헤드셋은 2010년에 검은색 외관으로 출시되었으며, 엑스박스 360 S와 번들로 제공되었다. 개정된 유선 헤드셋의 음소거/볼륨 조절 기능은 케이블 중간으로 옮겨졌다.

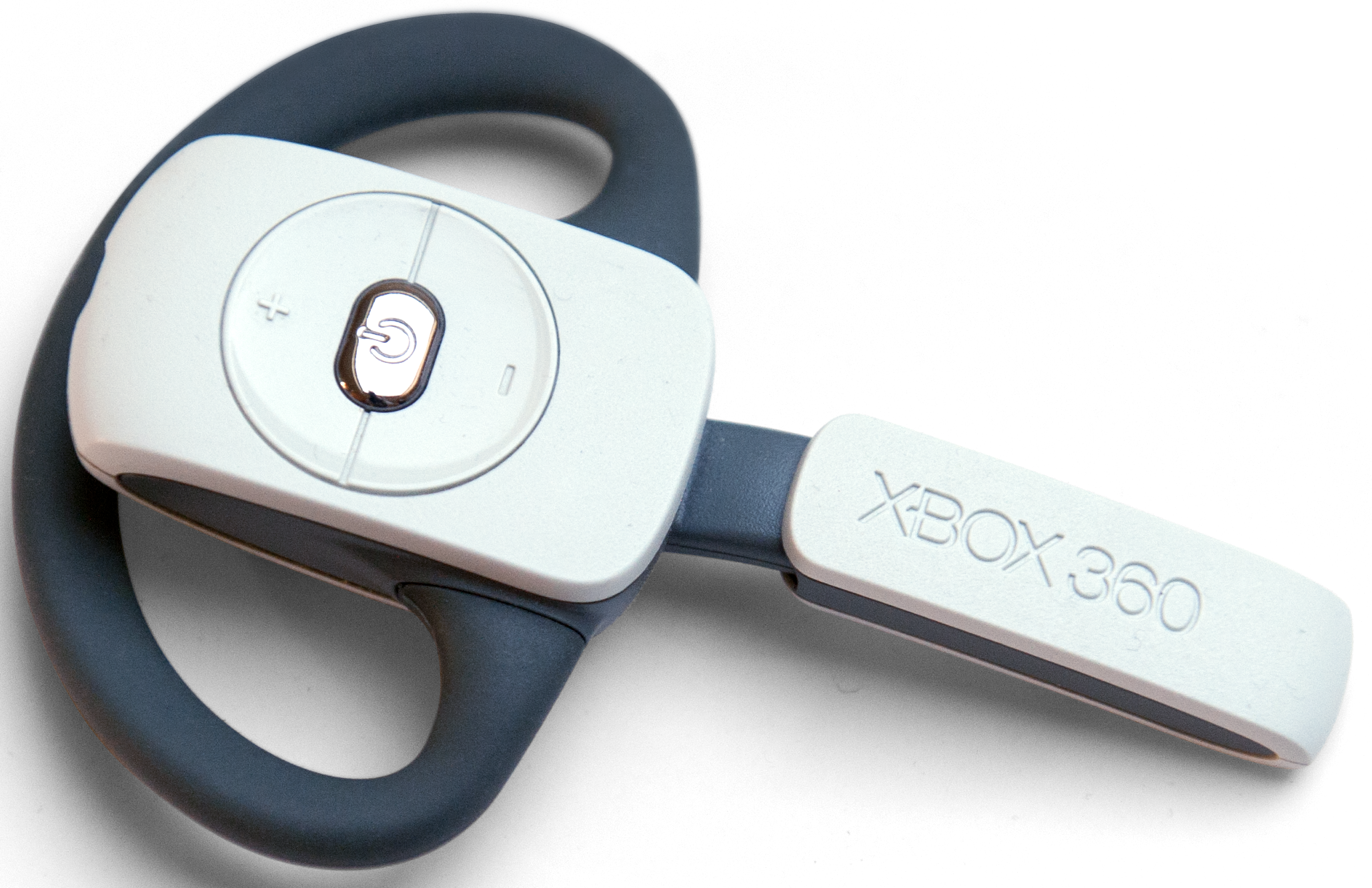
엑스박스 360 무선 헤드셋

마이크로소프트는 또한 엑스박스 360 콘솔과 함께 2005년 11월에 출시된 엑스박스 360용으로 설계된 자체 무선 단일 이어 헤드셋 액세서리인 엑스박스 360 무선 헤드셋을 발표했다. 무선 헤드셋의 특별판은 헤일로 3 (녹색/주황색, 2007년 9월), 엑스박스 360 S (검은색, 2010년), 그리고 헤일로: 리치 (은색, 2010년 9월)를 테마로 한 색상으로 출시되었다. 2011년에는 엑스박스 무선 프로토콜을 사용하여 콘솔과 함께 사용하거나 블루투스를 사용하여 휴대폰과 함께 사용할 수 있는 블루투스 기능이 추가된 엑스박스 360 무선 헤드셋으로 대체되었다.
엑스박스 원 무선 컨트롤러(모델 1537)의 초기 개정판에도 표준 휴대폰 헤드셋과 호환되는 2.5mm 모노 잭이 포함되어 있었다. 마이크로소프트는 2013년 출시부터 각 콘솔에 엑스박스 원 채팅 헤드셋을 번들로 제공했다. 이 헤드셋은 컨트롤러의 확장 포트에 연결되고 마이크 음소거 및 볼륨 조절 기능을 제공하는 인터페이스 모듈에 영구적으로 유선으로 연결되어 있었다. 또한, 마이크로소프트는 2014년 3월 초 엑스박스 원 스테레오 헤드셋을 스테레오 헤드셋 어댑터와 함께 번들로 출시하여 플레이어가 채팅과 함께 게임 내 오디오를 동시에 들을 수 있게 했다. 어댑터는 컨트롤러의 확장 포트와 헤드셋 잭에 연결되었고, 헤드셋은 3.5mm 플러그를 통해 어댑터에 연결되었다. 엑스박스와 엑스박스 360과 함께 출시된 이전 헤드셋은 음성 채팅으로만 제한되었다. 흰색 특별판은 2016년 가을에 출시되었다. 컨트롤러의 다음 개정판(모델 1697)은 2.5mm 잭을 3.5mm 잭으로 대체했다.
새로운 엑스박스 무선 헤드셋은 2021년 2월에 엑스박스 원, 엑스박스 시리즈 X/S 및 윈도우 컴퓨터용으로 출시되었다. 각 이어컵의 바깥쪽 표면은 회전식 제어 장치이며, 오른쪽 이어컵은 전체 볼륨을 제어하고 왼쪽 이어컵은 게임/채팅 믹스 레벨을 제어한다. 이 헤드셋은 독점적인 엑스박스 무선 및 블루투스 라디오를 모두 갖추고 있으며, 동시에 두 가지 모두에 연결할 수 있다. 무선 연결을 제외하고 표준 3.5mm 플러그를 채택하고 게임/채팅 믹스 조절 다이얼도 제외한 해당 엑스박스 스테레오 헤드셋은 2021년 8월에 저렴한 가격으로 출시되었다.

## 마케팅
2016년, 마이크로소프트는 연례 유럽 비디오 게임 컨벤션인 게임스컴에서 기자회견 대신 자체 엑스박스 팬페스트를 개최할 것이라고 발표했다. 마이크로소프트는 2016년 9월 시드니에서 엑스박스 팬페스트를 개최했다.
마이크로소프트는 2021년 11월 15일 엑스박스 20주년 기념 스트리밍을 개최했다. 이 행사에서 엑스박스의 역사에 대한 다큐멘터리 '파워 온: 엑스박스 스토리'를 발표했다. 이 다큐멘터리는 2021년 12월 13일부터 6부작으로 공개되었다. 이 다큐멘터리는 데이타임 에미상 뛰어난 단일 카메라 편집상을 수상했다.